# Сборная Венгрии по футболу (до 18 лет)
1. перенаправление Сборная Венгрии по футболу (до 19 лет)